# Kilowatt-netværket
Kilowatt-netværket er hemmeligt informationsnetværk startet på initiativ af israelerne efter München-massakren ved Sommer-OL i 1972. I netværket delte det israelske efterretningsvæsen, Mossad, sine informationer med andre landes efterretningsvæsen, og der flød også oplysninger den anden vej. Man informerede hinanden landene imellem. Dette tiltag var et af midlerne til at bekæmpe den om sig bredende internationale terrorisme. Netværket har altid været hemmeligt, og dets eksistens er aldrig kommet frem officielt.

## Reference
1. ↑  Peter Øvig Knudsen, Blekingegadebanden, Den dansk Celle, ISBN 978-87-02-04369-3, side 274